# 竹内健児
竹内 健児（たけうち けんじ、1962年 - ）は、日本の心理学者、カウンセラー、立命館大学教授。

## 人物・来歴
京都大学大学院教育学研究科博士後期課程学修認定退学。トゥレーヌ甲南大学カウンセラー（在仏）、奈良産業大学専任講師、助教授、京都光華女子大学助教授、徳島大学総合科学部助教授、2007年准教授を経て、立命館大学人間科学研究科教授。心理・教育相談センターカウンセラー、臨床心理士。

## 著書
- 『教師の悩み相談室 スクールカウンセラーが答える』ミネルヴァ書房, 2000.6
- 『ドルトの精神分析入門』誠信書房, 2004.7
- 『Q&Aで学ぶ心理療法の考え方・進め方』創元社, 2015.9
- 『Q&Aで学ぶ遊戯療法と親面接の考え方・進め方』創元社, 2019.6
- 『100のワークで学ぶカウンセリングの見立てと方針』創元社, 2021.8

### 共編著
- 『生活の中に学ぶ心理学 大学生の視座から』小林哲郎共編. 培風館, 1997.2
- 『心理検査の伝え方・活かし方 事例でわかる』編. 金剛出版, 2009.12
- 『事例でわかる子どもと思春期への協働心理臨床』編. 遠見書房, 2011.11
- 『パーソナリティの心理学』 (ベーシック現代心理学) 岡田康伸,藤原勝紀,山下一夫,皆藤章共著. 有斐閣, 2013.7
- 『心理検査を支援に繋ぐフィードバック 事例でわかる心理検査の伝え方・活かし方 第2集』編. 金剛出版, 2016.9
- 『メンタルヘルスの道案内 現代を生きる30章』徳田完二, 吉沅洪共編. 北大路書房, 2018.12